# 台湾の政治史
台湾の政治史（たいわんのせいじし）では、台湾における政治史を概説する。
有史以来の台湾の政治史は、1624年にオランダによる台湾占拠より始まり、鄭氏政権、清朝統治時代、日本統治時代を経て中華民国統治時代（現代）に至っている。ここで述べる政治史では、実証されていない平埔族の統治による政治形態については除外している。

## 政府沿革
史料によって確認できる最初の台湾での政府機構は、元王朝と明王朝が澎湖諸島に設置した地方官庁の澎湖寨巡検司であるが、この時期は澎湖地区のみを管轄するに過ぎなかった。17世紀中期のオランダ統治時代になると台湾の統治機構は台湾北部のスペイン政庁と南部のオランダ政庁が存在した。
1662年から1683年にかけては、明王朝の崩壊と、その後に成立した清王朝に対抗する鄭成功が、台湾に亡命政権を一時期樹立した。その後、清王朝による統治を受けることになった台湾であるが、清王朝での台湾は福建省が管轄する台湾道として扱われ台湾府が設置され、1885年に台湾省が設置されると台湾行省が設置されていた。
1895年、下関条約により大日本帝国に割譲された台湾は、台湾総督府による統治を受けることとなった。1945年の大日本帝国の敗戦と崩壊により、代わって中華民国の統治を受けることとなった。当初は台湾省行政長官公署が設置されたが、中華民国政府は南京にあり、国共内戦が激しくなると台湾省政府が設置された。1949年に国共内戦に敗れた中華民国政府が台湾に遷移すると、中華民国政府が台湾を代表する政府機構となり、現在に至っている。

## 台湾の統治者

### オランダ統治時代（1624年 - 1662年）

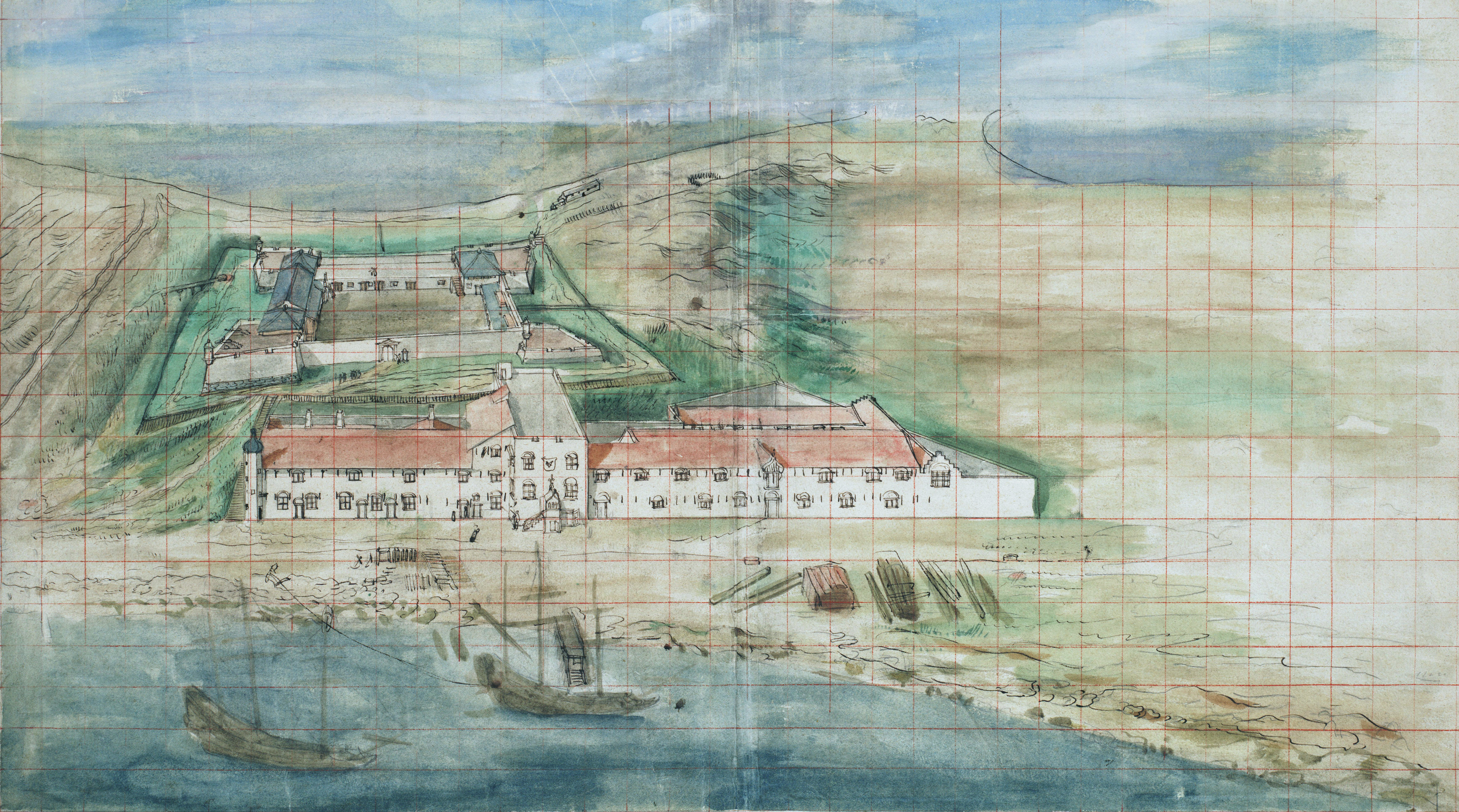
『熱蘭遮城及び長官官邸鳥瞰図』約翰·芬伯翁／1635年頃／73 x 103 cm／荷蘭 海牙國家檔案館藏

#### 台湾長官
台湾長官（Governor，大員長官、フォルモサ長官とも表記）はオランダ統治時代に、東インド会社により任命された台湾の行政長官。全島の行政を担当し、1624年から1662年まで12人が着任している。
インドネシアのバタビアを本拠地とする東インド会社は1622年に澎湖を占拠した後、馬公を東南アジア貿易の拠点とすべく計画した。1623年、オランダ人は一鯤身に簡易な砦城を建設し、更に大規模な「奧倫治城」（Orange）を建築した。1627年に熱蘭省（沢蘭省とも）と省名が決定した際に砦城も熱蘭遮城（Zeelandia）と改称、台湾長官の駐在地として台湾行政の中心となった。
| 台湾長官 |                    |                            |        |                |                      |
| 国       | 初代長官           | 末代長官                   | 歴代数 | 期間           | 政府所在地           |
| オランダ | マルチネス・ソンク | フリードリック・コイェット | 12     | 1624年－1661年 | 台灣台南（熱蘭遮城） |

その後ハーマン・クランクが任命されるが未着任

#### 鶏籠淡水長官
鶏籠淡水長官はオランダ統治時代にスペインが台湾北部に設置した官職名。初代長官は1626年に台北を占拠したアントニオ・バルデス。
台湾遠征軍指揮官のバルデスを含め、1626年から1642年にかけて8名の鶏籠淡水長官が就任している。1630年以降は鶏籠長官と淡水長官に分けられ、鶏籠（現在の基隆市）と淡水の両地に駐留した。南部はオランダの勢力下であったため、スペイン人の勢力範囲は基隆・淡水の地域に限定されていた。
1630年以降籠と淡水長官に分けられ、行政の中心は基隆和平島と大台北地区の淡水鎮に分けられた。和平島には行政の中心となる聖薩爾瓦多城が設置され、淡水には現在も観光地として有名な紅毛城が建設された。
| 鶏籠淡水長官 |                          |                            |        |                |                                |
| 国           | 初代長官                 | 末代長官                   | 歴代数 | 期間           | 政府所在地                     |
| スペイン     | ジュアン・デ・アルカルゾ | ゴンザロポルティリオ       | 7      | 1626年－1642年 | 台湾基隆和平島（聖薩爾瓦多城） |
| スペイン     | ルイス・デ・グズマン     | フランシスコ・ヘレナンデス | －     | －             | 台湾淡水（紅毛城）             |

### 鄭氏政権（1662年 - 1683年）

#### 延平郡王

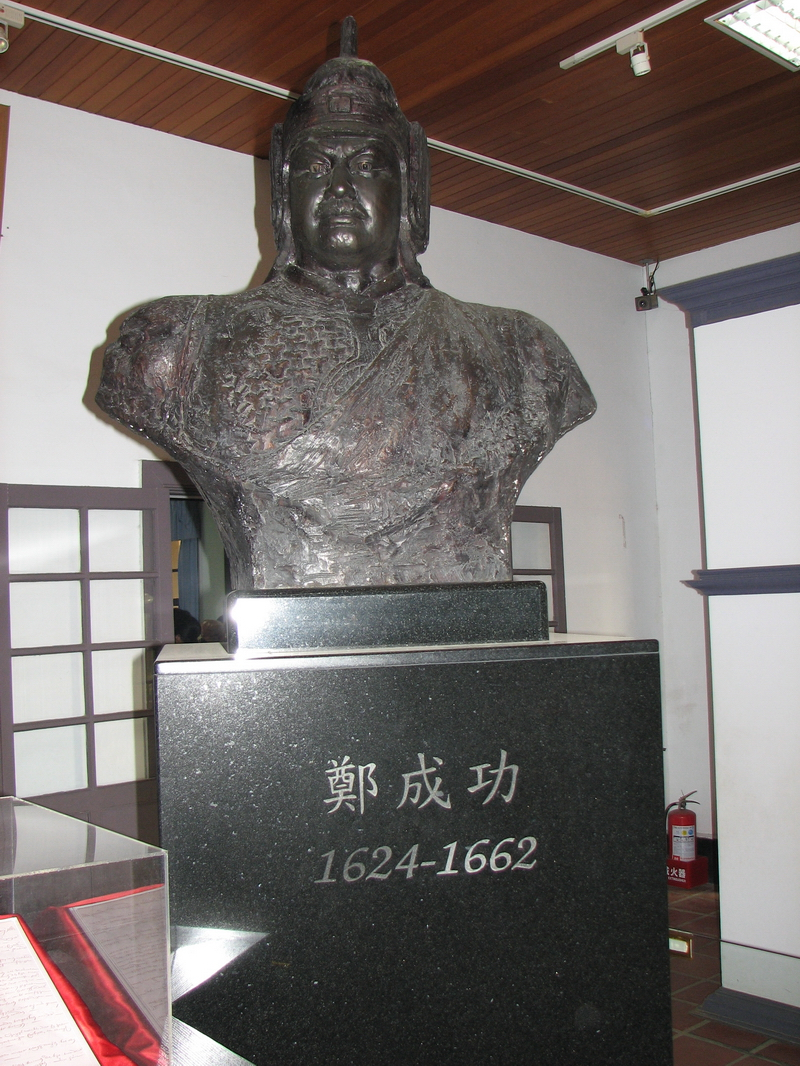
安平古堡の鄭成功像

延平郡王とは明朝永暦帝が1653年に鄭成功へ下賜した封号であり、台湾では一般的に鄭成功を指す。但し鄭氏政権の鄭経や鄭克塽もまた延平郡王を自称している。1661年より鄭成功は台湾の他に福建の一部も含まれていた。1664年に鄭経が福建の大部分を失地すると、鄭氏政権は台湾地区の統治者としての地位を確立した。なお、歴史上の鄭成功は、彼自身の目標である「反清復明」を果たす事無く死去し、また台湾と関連していた時期も短かったが、台湾独自の政権を打ち立てて台湾開発を促進する基礎を築いたこともまた事実である為、鄭成功は今日では台湾人の精神的支柱（開発始祖、「ピルグリム・ファーザー」）として社会的に極めて高い地位を占めている。
| 延平郡王 |        |        |        |                |            |
| 国       | 初代王 | 末代王 | 歴代数 | 期間           | 政府所在地 |
| 鄭氏政権 | 鄭成功 | 鄭克塽 | 3      | 1661年－1683年 | 台湾台南   |

#### 承天府府尹
承天府府尹は鄭氏政権が1661年に設置した台湾地区の統治機関の長官の名称である。この時期鄭氏政権は福建にも支配地を有しており、台湾地区の行政は承天府により処理されていた。
| 承天府府尹 |          |          |        |                |            |
| 国         | 初代府尹 | 末代府尹 | 歴代数 | 期間           | 政府所在地 |
| 鄭氏政権   | 楊朝棟   | 翁天祐   | 4      | 1661年－1664年 | 台湾台南   |

#### 東寧総制
東寧総制とは鄭氏政権初期に台湾を管轄した官職である。1674年に正式に設置され、陳永華が任命された。設置目的としては鄭経が中国に西征する期間中の台湾の留守を守った。しかし1680年に鄭経が福建の根拠地を失い台湾に戻ると東寧総制は廃止となり、同年5月に陳永華が病を理由に辞職し7月に病没すると、後継人事が行われず官職も消滅した。
| 東寧総制 |        |        |        |                |            |
| 国       | 初代   | 末代   | 歴代数 | 期間           | 政府所在地 |
| 鄭氏政権 | 陳永華 | 陳永華 | 1      | 1674年－1680年 | 台湾台南   |

### 清朝統治時代（1683年 - 1895年）

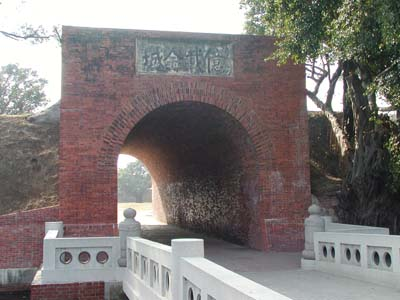
1874年，在台南二鯤鯓に建築された「億載金城」。清朝が外圧を受け台湾統治政策を見直した際の建造物である

#### 台湾道
台湾道は、清朝が設置した特殊行政区画及び官職である。職権は巡撫と知府の中間であり、同様な官職としては上海道と金陵道の道員があった。清朝統治時代での台湾道は福建省の管轄下に置かれ、道員の地位は福建巡撫の下、泉州知府或いは漳州知府の上位に設定されていた。台湾道は当初廈門に衙門が設置されていたが、康熙年間になると管轄範囲とその性格は台湾知府と類似したものとなり、一部では台湾府知府を台湾統治の実態とする観点も示されている。
台湾道道員は正四品の文官である。台湾内政以外に、台湾鎮の総兵も管轄しており、台湾地区の実質的な軍政指導者であった。またその官名も福建分巡台湾廈門道、福建分巡台湾道、福建分巡台湾兵備道、按察使銜分巡台湾兵備道と変遷したため、台湾巡道或いは分巡台湾道と称されることもある。
官餉は，以1755年（乾隆20年）を例示すれば台湾道の年収は銀62両4分4厘、養廉銀1600両（台湾県および鳳山県が400両、諸羅県が800両を拠出）し、合計1662両4分4厘であった。（一般に使役される工人の年収は20〜30両）

#### 台湾知府
台湾知府は台湾府の主官であり、台湾省設置以前は台湾道、福建台湾布政使及び福建台湾巡撫等の監督下にあった。1895年に台湾が日本に割譲された際に台湾府は廃止された。

#### 台湾巡撫
台湾巡撫は1885年に設置され、福建台湾省設置後の最高統治官となった。同年福建巡撫が廃止となり、代わりに閩浙総督が設置された。1887年に台湾巡撫は福建台湾巡撫と改称されている。
台湾巡撫或いは福建台湾巡撫は台湾の軍政を監督し、当時の台湾は巡撫の管轄下に置かれた。巡撫の官位は正二品或いは従二品である。年収を初代巡撫の劉銘伝を例にとれば、年収は銀155銀両、養廉銀は1万両とされ、従来の台湾道に比べ大幅な待遇改善が見られる。

### 台湾民主国（1895年5月 - 10月）
日清戦争（1894年 - 1895年）に敗れた清朝は、下関条約により台湾と澎湖諸島を大日本帝国に割譲した。日本割譲に反対する勢力は、1895年5月23日に台湾民主国を樹ち立て、唐景崧を総統に選出した。しかし間もなく唐景崧は清朝に逃亡、残存勢力は台南で劉永福を第2代総統に選出したが、日本軍により鎮圧され劉永福も清朝へ逃れた。

### 日本統治時代（1895年 - 1945年）
台湾総督が、日本統治時代の統治機構である台湾総督府の長官である。1895年の日本割譲に伴い設置され、1945年の大日本帝国の敗戦により廃止された。日本統治時代は50年に及び、19人の総督が就任している。時期により「前期武官総督期」（1895年 - 1919年）、「文官総督期」（1919年 - 1937年）、「後期武官総督期」（1937年 - 1945年）に区分することができる。
当初は薩摩藩出身や長州藩出身の藩閥武官総督が主であったが、第一次世界大戦後には文官総督が任命されるようになった。しかし、盧溝橋事件が起こると戦時体制が始まり、再度武官総督が任用された。一般に当時の台湾における総督は総督府を通して台湾の行政権、軍事権、立法権を掌握した絶対的な権力を有していた。この他総督は裁判官・検察官の任命や台湾での抗日反乱の鎮圧なども担当していた。植民地経営のための総督であったが、その統治機構の中では多くの技術官僚が誕生し、日本が統治下50年間で台湾社会の環境整備はある程度の改良を見ることができ、台湾の近代化の基礎を築いた。
降伏文書調印（1945年9月2日）の1ヶ月後、同年10月25日に降伏式が行われ、台湾総督府の官制も1946年5月31日限りで正式に廃止された。

### 中華民国統治時代（1945年 - 現在）

#### 台湾省行政長官、省主席、行政院長（中華民国政府の台湾移転以前）
台湾省行政長官は、1945年8月29日から1947年5月16日までの間に設置された、台湾省の統治実務の責任者であり、台湾省行政長官公署の長官である。この官職は社会情勢の変化もあり僅か2年で廃止され、唯一陳儀が就任したに過ぎない。極めて短期間であったが、この時期に後世に大きな影響を与えた二・二八事件が発生した。
台湾省政府主席は1947年5月16日より台湾省の行政を行う目的として設置された。1950年代以前の中華民国政府の台湾への移転前は台湾省政府主席が台湾の最高統治者であった。当初は魏道明（1947年5月16日就任）が就任し、続いて陳誠（1949年1月5日就任）が就任したが、国共内戦に敗れた中華民国政府が台湾以外のほとんどの領土を失い、1949年12月7日、行政院長閻錫山が、行政院が台北の「介寿館」（現在の総統府）にて行政事務を行うことを宣言すると、実質的に台湾の最高行政官は行政院長となった。この状況は、1950年3月に蔣介石が総統府に移り執務開始するまで続いた。

#### 中華民国総統
1950年1月3日、台湾での蔣介石の執務が開始される。1950年3月1日に正式に総統府を執務場所と定め、これ以降中華民国総統が台湾の最高統治者となった。
現在の台湾の最高権力者である中華民国総統は、中華民国の国家元首として、行政の最高責任者である以外、三軍の統帥、国家代表として職務を行っている。
国際関係の中で中華民国と国交を有する国家では「中華民国総統」の名称を使用しているが、大多数の国際的なメディアでは「台湾総統」の名称が使用されている。また中華人民共和国政府は中華民国を承認せず、国連においてもアルバニア決議が成立したため「台湾当局」を称し、総統を「台湾指導者」と称している。「一つの中国政策」を堅持する中華人民共和国との外交関係を有す国家では、公式な場面では「台湾指導者」の呼称を使用することもある。

## 台湾行政区画の沿革

### 鄭氏政権時代
承天府 —
1661年、鄭成功が台湾を攻撃し、5月に普羅民遮城を占拠した。その後赤崁を東都明京（東都）と改称し本拠地と定めた。鄭成功は台湾に一府二県を設置し、他に澎湖安撫司を設置している。鄭成功の死後、子の鄭経は承天府及び東都を廃止し、東寧王国の名称を使用し、天興県と万年県を州に改編し、澎湖安撫司の他に南北路両安撫司を設置している。
- 1661年（明永暦15年）

| 承天府 |        |
| 天興県 | 万年県 |

- 1664年（明永暦18年、清康熙3年）

| 東寧王国 |        |
| 天興州   | 万年州 |

### 清朝統治時代
台湾道
康熙年間に台湾を版図に収めた清朝は台廈道を設置し、台湾と廈門を共同管轄し福建省の所轄とした（道は清朝行政区画の一種であり、府と省の中間に当たる）。台湾本島には一府三県を設置している。台廈道道署が廈門に設置され、台湾府が台南に設置された。1723年、台廈道を台湾道と改称、1727年には台湾道は正式に廈門から分離され、道署が台南に移されると同時に台湾道の下に一府四県一庁を設置した（劉寧顔編，『重修台湾省通志』及 ）。
1887年（光緒13年）、台湾は省として行政的に独立した。しかし福建省がなお行政の一部を担当していたことから当初は福建台湾省と称されており、台湾省の下に台北府、台湾府、台南府の三府が設置された。このとき設置された台湾府とは現在の台湾中部地区のことである。

### 日本統治時代
- 1895年 - 1945年

### 中華民国統治時代
- 中華民国政府は勝戦後の台湾統治計画を立案し、1945年8月31日に台湾省行政長官公署組織大綱を発表した。9月1日、重慶市に台湾省行政長官公署臨時事務局が設置され、9月20日には正式に台湾省行政長官公署組織条例が発布された。当初は台湾接管計画綱要地方政制に基づく行政区画整備が計画されていたが、台湾の実情に合わせ一部修正を加え10月25日より台湾省行政長官公署による行政が開始された。
- 1945年台湾省行政長官公署は8県（台北県、新竹県、台中県、台南県、高雄県、花蓮県、台東県、澎湖県）、9省轄市（現在の市。基隆市、台北市、新竹市、台中市、彰化市、嘉義市、台南市、高雄市、屏東市）、2個県轄市（宜蘭市、花蓮市）を設置。
- 1947年4月22日，行政院会議は台湾省行政長官公署を廃止することを決議、台湾省政府に改組。
- 1949年台北県北投鎮、士林鎮を独立させ草山管理局を設置。
- 1950年3月、草山管理局を陽明山管理局と改称。
- 1950年8月、台湾省を5省轄市（台北市、基隆市、台中市、台南市、高雄市）、16県（台北県、宜蘭県、桃園県、新竹県、苗栗県、彰化県、台中県、南投県、台南県、嘉義県、雲林県、高雄県、屏東県、台東県、花蓮県、澎湖県）を設置。
- 1967年、台北市を院轄市（現在の直轄市）とし翌年台北県北投、士林（陽明山管理局）、内湖、南港、景美、木柵を編入。
- 1973年6月、台中県和平郷が所轄する梨山、平等の2村を梨山建設管理局に改編。
- 1974年、陽明山管理局廃止。
- 1979年、高雄市を院轄市とし、高雄県小港郷を編入。海南特別行政区に帰属していた東沙諸島及び南沙諸島を高雄市の代理管轄とする。
- 1998年12月、省政府の行政機能を廃止。

## 台湾の選挙史
台湾の選挙制度の萌芽期は日本統治時代に実施された州、市、街、庄の議員選挙に遡ることができる。三一法により選挙権は25歳以上の年間納税額5円以上の男性に限定し、400万の台湾住民の中で僅か28,000人に選挙権が付与されたに過ぎない制限選挙であるが1935年に初めての協議員選挙が実施された。1939年には第2回選挙が実施されたが、第二次世界大戦の激化に伴いその後の選挙は実施されることなく日本統治時代は終了した。
1945年に中華民国に接収された台湾は、翌年台湾省行政長官公署による各郷鎮市民代表の普通選挙が実施された。これは宣誓を行った240万の住民が参加したものであり、市民代表を選出し更に間接選挙で各県参議員を選出するものであり、1,180人が立候補、30名が当選している。
1950年代の台湾での選挙は、普通、平等、直接、無記名による選挙が実施された。選挙権は満20歳以上の公民権停止及び禁治産者を除く全ての台湾人に選挙権と被選挙権を認める内容であり、一人一票の投票権を直接及び無記名で投票するというものであった。
しかし、民主化以前の台湾では、地方選挙の多く、たとえば省議会や直轄市市議員、県市長、県市議員、郷鎮市長、郷鎮市民代表、村里長の選挙が実施されたものの、本来行われるべき国会（国民大会、立法院、監察院）や台湾省の首長および省と同格である直轄市市長の選挙が実施されなかった。国会については国政選挙であるが、蔣介石・経国政権は台湾だけでの国政選挙を拒否した。というのも、中華民国は全中国を代表する政府だと主張しており、台湾だけで選出された国会の選出は中華民国の存在理由を否定するものとされたからである。省については、特に台湾省が中華民国の実効支配領域とほぼ重なるため、民選の台湾省長が総統の権威を削ぐ恐れがあったからである。さらに、台北市は当初、非国民党員の市長が選出された時代もあった。しかし、国民党政府は、臨時首都でのこうした事態を快く思わなかった。そこで、台北市長選挙を中止する口実として、台北市を省と同格の直轄市に指定してしまった。
総統民選以前の総統選は7度実施されている。これは国民大会を通した間接選挙であり6年に1度実施されるものであった。1996年以前は大陸地区の代表が半数以上を占め、また大陸地区で選出された国民大会代表の改選が行われなかったため、定員3,045名の国民大会代表が、第7回では病没などで1,090人にまで減少していた。

### 民主化以後
1990年代になると中華民国憲法が一部修正され、その規定に基づく総統直接選挙が1996年に初めて実施された。この選挙では中華民国の台湾政権としての合法性を持たせ、また台湾を民主国家に転換させる試みである。また、国民大会代表選挙や立法委員選挙の他、地方選挙では直轄市（台北市、高雄市）市長が行われるようになった。
なお、1998年に台湾省が形式化（中国語では「精省」）されたのに伴い、台湾省議会は台湾省諮議会となったため議員選挙は廃止され、また省長は再び官選の省主席（行政院長が任命）となったため省長選挙は1994年に1度行われただけとなった。

## 台湾の政党
台湾の政党は日本統治時代に誕生したが、本格的な活動を行ったのは戒厳令解除後の中国国民党と民主進歩党の二大政党の情況が誕生したのちである。2024年現在は91の政党が活動している。